# Sébastien Pichot
Sébastien Pichot (Bourg-Saint-Maurice, 26 dicembre 1981) è un ex sciatore alpino francese.

## Biografia
Attivo in gare FIS dal dicembre del 1996, Pichot esordì in Coppa Europa il 25 gennaio 2001 a Courchevel in slalom gigante (49º) e in Coppa del Mondo il 14 dicembre 2003, partecipando all'impegnativo slalom gigante della Val Badia senza qualificarsi per la seconda manche. Il 9 gennaio 2007 conquistò il primo podio in Coppa Europa, piazzandosi al 2º posto nello slalom gigante di Serre Chevalier alle spalle dell'austriaco Philipp Schörghofer; concluse la stagione al 9º posto nella classifica assoluta e al 6º in quella di slalom gigante.
L'11 dicembre 2009 ottenne a Val-d'Isère in supercombinata il suo miglior piazzamento in Coppa del Mondo, arrivando 13º; nel prosieguo della carriera replicò altre due volte tale risultato. L'8 marzo 2010 conquistò a Kranjska Gora in slalom gigante il suo ultimo podio in Coppa Europa (3º) e il 18 gennaio 2013 disputò la sua ultima gara in Coppa del Mondo, la supercombinata di Wengen (16º). Si ritirò durante la stagione 2013-2014 e la sua ultima gara fu una supercombinata FIS disputata il 6 gennaio a Tignes, non completata da Pichot; in carriera non prese parte a rassegne olimpiche o iridate.

## Palmarès

### Coppa del Mondo
- Miglior piazzamento in classifica generale: 81º nel 2010

### Coppa Europa
- Miglior piazzamento in classifica generale: 9º nel 2007
- 5 podi:
  - 3 secondi posti
  - 2 terzi posti

### Campionati francesi
- 4 medaglie[1]:
  - 4 argenti (slalom gigante nel 2008; supercombinata nel 2009; supergigante, supercombinata nel 2010)

### Campionati francesi juniores
- Campione francese juniores di slalom gigante nel 2001[senza fonte]